# Diocesi di Vita
La diocesi di Vita (in latino Dioecesis Vitensis) è una sede soppressa e sede titolare della Chiesa cattolica.

## Storia
Vita, forse identificabile con le rovine di Beni-Derraj nell'odierna Tunisia, è un'antica sede episcopale della provincia romana di Bizacena.
Sono due i vescovi conosciuti di questa diocesi africana. Il primo è Pampiniano (o Papiniano), che subì il martirio all'epoca del re vandalo Genserico attorno al 430/431. Data la rarità del nome è probabile che sia da identificare con il vescovo omonimo, menzionato senza indicazione della sede di appartenenza tra i partecipanti al concilio della Bizacena celebrato il 24 febbraio 418. Pampiniano è ricordato nel Martirologio Romano alla data del 28 novembre, assieme ad altri vescovi che subirono il martirio in Africa durante la medesima persecuzione.
Il secondo vescovo è Vittore, il cui nome figura al 44º posto nella lista dei vescovi della Bizacena convocati a Cartagine dal re vandalo Unerico nel 484; in questa lista, il nome è accompagnato dall'espressione non occurrit, per indicare che non si presentò alla riunione. Vittore potrebbe essere identificato, assieme ad altri due, con il prelato, primate di Bizacena, che subì l'esilio nel 502 per aver consacrato alcuni vescovi, tra cui Fulgenzio di Ruspe, contro il divieto imposto dal re Trasamondo. La tradizione ha identificato Vittore, vescovo di Vita, con Vittore di Vita, scrittore ecclesiastico, autore della Historia persecutionis Africanae prouinciae; studi recenti hanno messo in dubbio questa identificazione.
Dal 1933 Vita è annoverata tra le sedi vescovili titolari della Chiesa cattolica; dal 26 maggio 2023 il vescovo titolare è Roberto Rosmaninho Mariz, vescovo ausiliare di Porto.

## Cronotassi

### Vescovi
- San Pampiniano † (prima del 418 ? - circa 430/431 deceduto)
- Vittore † (prima del 484 - dopo il 502 ?)

### Vescovi titolari
- Timothy J. Corbett † (25 giugno 1938 - 20 luglio 1939 deceduto)
- Arthur Douville † (30 novembre 1939 - 27 novembre 1942 succeduto vescovo di Saint-Hyacinthe)
- Joseph Aloysius Burke † (17 aprile 1943 - 7 febbraio 1952 nominato vescovo di Buffalo)
- Francisco Orozco Lomelín † (19 marzo 1952 - 17 ottobre 1990 deceduto)
- Beato Álvaro del Portillo † (7 dicembre 1990 - 23 marzo 1994 deceduto)
- Pablo Cedano Cedano † (31 maggio 1996 - 19 novembre 2018 deceduto)
- Carlos María Domínguez, O.A.R. (22 aprile 2019 - 11 febbraio 2023 nominato vescovo di San Rafael)
- Roberto Rosmaninho Mariz, dal 26 maggio 2023